# 유문수
유문수(劉文秀, 1633년 ~ 1658년 4월 25일)는 중국 명나라 태생의 농민군 혁명 가담자이자 청나라 제후급 장군 겸 정치인이며 서나라 창건자 장헌충(張獻忠)의 제자(弟子)이다.

## 생애
중류층 몰락 부농(中流層 沒落 富農)의 슬하 5남 2녀 가운데 막내이자 유일한 서자로 출생한 그는 1643년 이자성의 난을 부장급(副將級) 지휘하던 농민 반란군 수석부수장 장헌충(張献忠)에게 휘하 병솔로 첫 가담하였으며 장헌충에게 지략을 인정받은 이후 이정국, 애능기, 손가망과 함께 장헌충 장군의 제자(弟子)가 되어 장헌충을 주군(主君)이자 사부(師父)로 섬기었고 1644년 2월 9일에 사부 장헌충이 서나라를 창건하여 황제 보위에 오르자 그의 책사를 지내다가 이듬해 1645년 3월 20일을 기하여 불과 12세의 나이로 서나라 종묘사직당 주석에 임명되었으며 이듬해 1646년 12월 20일을 기하여 장헌충이 청나라 군사들의 침략 공격 압력을 받아 서나라 황제 보위에서 쫓겨나자 당시 서나라 총리대신이었던 사형 손가망이 사부 장헌충의 선위를 받은 형식으로써 서나라 제2대 황제 보위에 올랐으며 서나라 종묘사직당 주석이었던 유문수 그는 이 때부터 불과 13세의 나이로 서나라 행정부 부의장을 겸직하여 서나라 행정부 부의장 겸 종묘사직당 주석 직위를 지내었는데 7일 후 1646년 12월 27일을 기하여 손가망도 청나라 군사들의 침공 압력을 견디지 못한 채 결국 사부 장헌충 폐제를 청나라 군사들의 손에 잃고 손가망도 서나라 제2대 황제 보위에 쫓겨난데다가 당시 13세였던 유문수도 서나라 행정부 부의장 겸 종묘사직당 주석 직위에서 쫓겨남과 동시에 서나라의 멸망을 고하였다.
이후 유문수는 1647년 1월 8일을 기하여 14세 나이로 남명에 투항을 하여 이후 큰사형 이정국, 작은사형 애능기, 막내사형 손가망과 아울러 남명 제국 제후급 장군 겸 관료를 지내며 서남원군(西南院君) 작위에 책봉되었다가 같은 해 1647년 9월에 남명 제국 섬서장군(陝西將軍) 직위 시절 그 당시 청나라 동천장군(東川將軍)이었던 녹만종(祿萬鍾) 장군과 전투하여 승리하였지만 결국 사제 애능기가 남명 황족 종실급 신료들의 계략에 휘말려 이정국, 애능기, 손가망, 유문수는 결국 남명 관직이 집단적 파직되었고 3개월 후 1647년 12월에 사형 애능기가 남명 윈난성 후이쩌 은신 사저에서 남명 경종 동무제 주상청이 보낸 자객들에게 암살되었으며 이듬해 1648년 7월에 유문수는 두 사제 이정국과 아울러 황족 종실급 신료들의 계략에 휘말려 이정국, 애능기, 손가망, 유문수는 결국 남명 관직이 집단적 파직되었고 3개월 후 1647년 12월에 사제 애능기가 남명 윈난성 후이쩌 은신 사저에서 남명 경종 동무제 주상청이 보낸 자객들에게 암살되었으며 2년 후 1649년에 동무제가 붕어하고 남명 소종 영력제 주유랑이 보위에 오르자 유문수는 사형 이정국와 아울러 영력제의 명을 받고 남명 조정에 복귀하여 이정국와 유문수는 남명 제후급 장군 겸 관료를 지내며 1651년에 유문수는 남명 제국에서 18세 나이로 무남왕(武南王) 작위에 개봉되었지만 7년 후 1658년 4월 25일 남명 윈난성 쿤밍에서 갑작스레 천연두에 걸려 향년 25세로 요절(병사)하였다.